# Prison Break
Prison Break este un film serial american produs și difuzat pentru prima dată de televiziunea FOX pe data de 29 august 2005. Intriga serialului se învârte în jurul poveștii unui om încarcerat și condamnat la moarte pentru o crimă pe care nu a comis-o și a fratelui acestuia, care elaborează un plan complex pentru a-l salva de la pedeapsa capitală.
Creat de Paul Scheuring, Prison Break este produs de compania Adelstein-Parouse Productions, în asociere cu Original Television și studiourile 20th Century Fox Television. Actualii producători executivi ai serialului sunt Paul Scheuring, Matt Olmstead, Dawn Parouse, Marty Adelstein, Neal Moritz și Brett Ratner. Coloana sonoră a fost compusă de Ramin Djawadi și a fost nominalizată la ediția din 2006 a Premiilor Emmy.
Deși Prison Break a fost conceput inițial doar în două serii, popularitatea de care s-a bucurat în rândul telespectatorilor a determinat televiziunea FOX să comande o a treia serie, pe care a început să o difuzeze din data de 17 septembrie 2007. Cea de-a patra serie (și ultima) a debutat în SUA la data de 1 septembrie 2008. Episoadele „The Old Ball and Chain” și „Free” au reprezentat punctul de pornire al filmului pentru televiziune „Prison Break: The Final Break” ce cuprinde evenimentele petrecute după sfârșitul ultimului episod al serialului. Acesta va fi lansat și pe suport DVD și Blu-ray. Unicitatea Prison Break stă în construcția serializată a producției, în modul în care este gândită și structurată acțiunea, fiecare episod aducând un plus de suspans și tensiune, o similitudine din acest punct de vedere putând fi găsită și în cazul unor seriale ca Lost sau 24. La acestea se adaugă locul filmării, puține fiind serialele tv care au fost filmate într-o închisoare propriu-zisă.
Succesul de care s-a bucurat serialul încă de la lansare a readus interesul asupra producțiilor care au ca și punct de plecare închisoarea și dramele petrecute în jurul ei.
În România, serialul a fost difuzat pe Pro TV începând cu anul 2007, iar mai târziu lansată prima serie pe DVD de către ziarul Cotidianul.

## Producția serialului

### Concepție

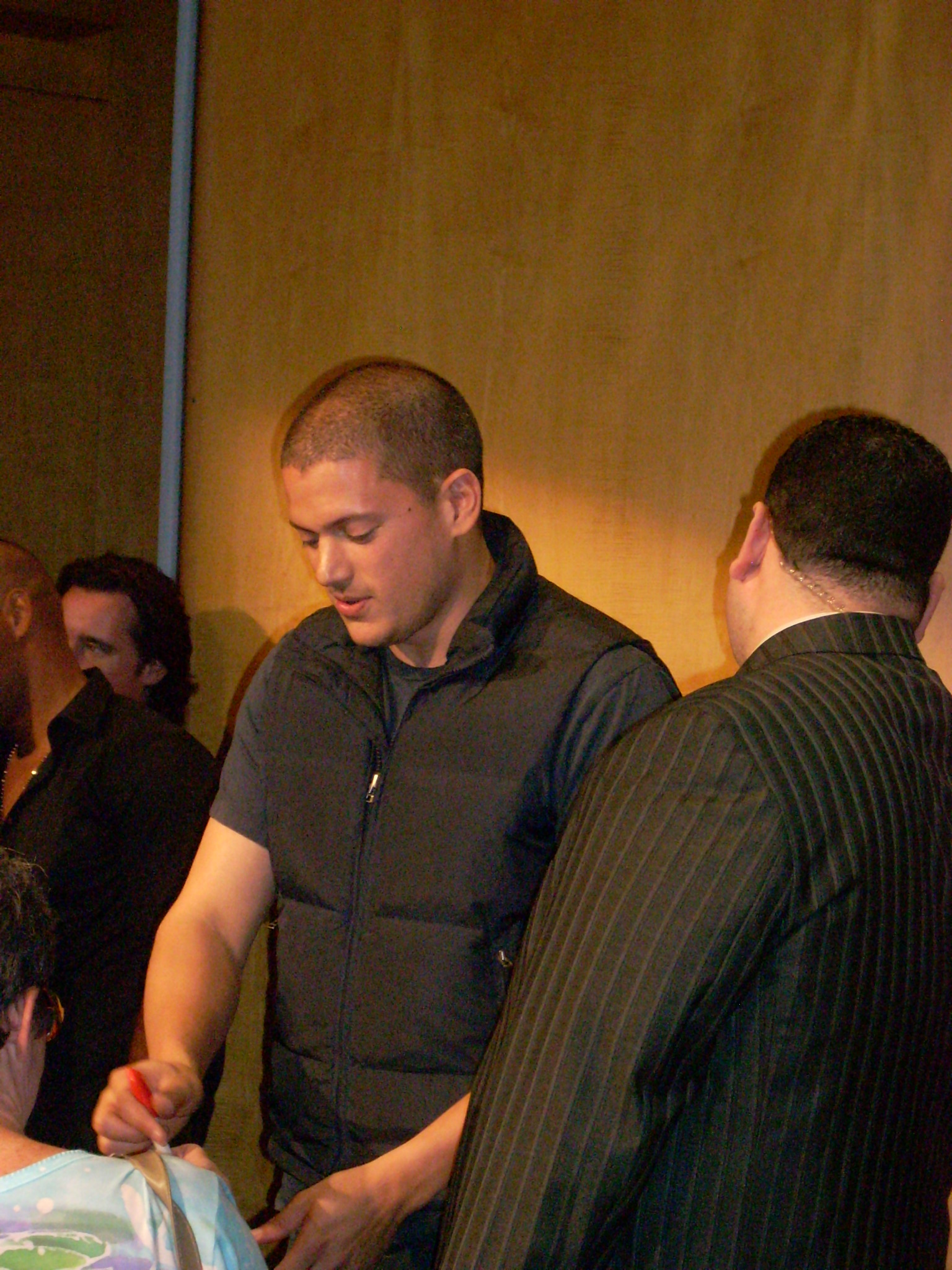
Wentworth Miller semnând autografe în Beverly Hills, California

Ideea care a stat la baza acestui serial, aceea a unei persoane care ajunge intenționat în închisoare pentru a salva pe cineva de la moarte, i-a fost sugerată lui Paul Scheuring de către o colegă, Francette Kelley. Deși lui Scheuring i s-a părut a fi o idee bună, inițial nu a știut cum să o dezvolte și să creeze un serial care ar fi putut atrage atenția unei televiziuni. A pornit de la povestea unui frate acuzat și întemnițat pe nedrept, creionând mai apoi principalele personaje și evoluția firului epic. În 2003 a înaintat proiectul celor de la FOX, dar a fost refuzat datorită faptului că oficialii postului aveau dubii cu privire la șansele ca un astfel de serial să se transforme într-o producție de succes. Același răspuns l-a primit și din partea celorlalte televiziuni cărora le-a înaintat proiectul, majoritatea considerând că acesta este mult mai potrivit pentru un film artistic decât pentru un serial de televiziune. Ulterior, s-a avut în vedere realizarea unei miniserii tv de 14 episoade. Regizorul Steven Spielberg s-a arătat interesat de proiect, dar a hotărât să se implice în realizarea filmului Războiul Lumilor, astfel încât miniseria nu a mai ajuns pe micile ecrane.
Totul avea să se schimbe în anul 2004, când cei de la FOX au hotărât să finanțeze proiectul lui Scheuring, fiind impulsionați de succesul unor seriale ca Lost sau 24. Deși aceste producții utilizează același mod de serializare a acțiunii fiecărui episod, Paul Scheuring a declarat că ele nu au influențat în nici un fel maniera în care a fost scris scenariul Prison Break. Episodul pilot a fost filmat după un an de la scrierea scenariului, iar cinci luni mai târziu, serialul a fost lansat pe canalul FOX. Plănuit inițial pentru 13 episoade, serialul a fost extins în prima serie cu încă nouă, datorită popularității imense de care a ajuns să se bucure.

### Distribuție

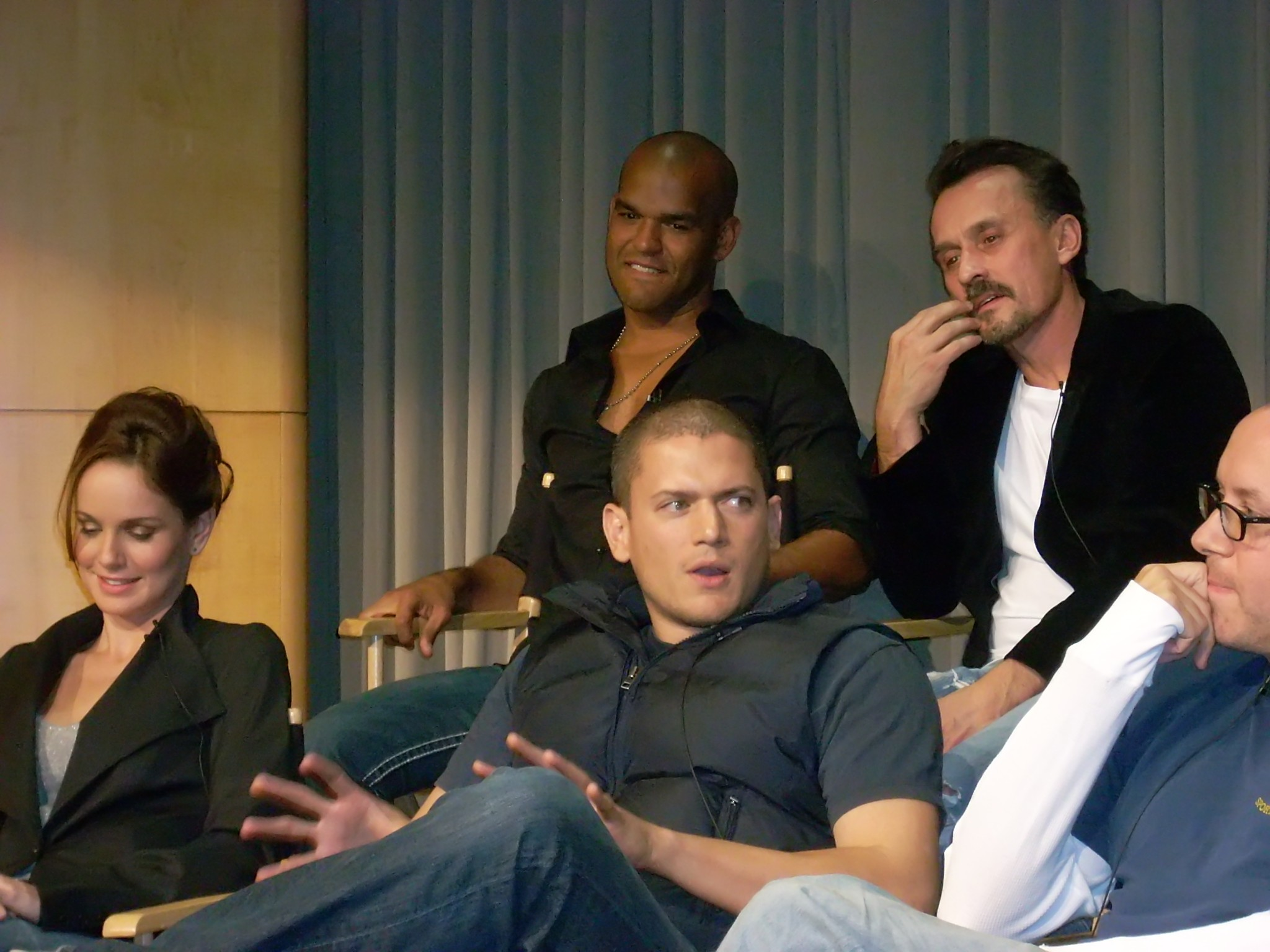
Distribuția serialului. De la stânga la dreapta, de sus: Amaury Nolasco, Robert Knepper, Sarah Wayne Callies, Wentworth Miller și producătorul Matt Olmstead.

Pentru ocuparea rolurilor din serial a fost organizată o preselecție, existând opt personaje principale ale căror nume aveau să apară și pe generic. Preselecția pentru rolul lui Michael Scofield, unul din protagoniștii serialului, a început cu câteva săptămâni înainte de startul filmărilor. Într-un interviu, Paul Scheuring explică problemele pe care le-a întâlnit pe parcursul casting-ului pentru acest rol: „A fost extrem de dificil să găsim un candidat printre toți actorii de la Hollywood. A fost dificil s-o facem pentru că am întâlnit tot felul de abordări ale rolului - unii interpretau personajul folosind o voce groasă, alții din contră, erau mult prea sensibili”. Majoritatea celor prezenți pentru audiție „abordau un aer misterios, dar care se dovedea a fi fals și lipsit de stil”.
Cu o săptămână înainte de startul filmărilor, la preselecție s-a prezentat actorul Wentworth Miller, care a reușit să-i impresioneze atât pe producătorul Brett Ratner (care îl remarcase anterior la preselecțiile pentru rolul lui Superman din filmul Superman Returns), cât și pe Scheuring, astfel încât în ziua următoare Miller a obținut rolul. Actorul declară că participarea sa la preselecții a avut loc în ultima clipă: „Am primit scenariul într-o zi de vineri din noiembrie 2004, am fost la preselecție luni și am primit rolul marți. Filmările au început săptămâna următoare”.
Dominic Purcell a fost cooptat cu trei zile înainte de startul producției, fiind ultimul membru care s-a alăturat distribuției. Purcell a dat probe pentru rolul lui Lincoln Burrows, personajul condamnat la moarte și totodată fratele lui Michael Scofield. Actorului i-a fost trimis scenariul episodului pilot de către cei de la FOX, cu care a rămas în relații amiabile după colaborarea din serialul John Doe. Aspectul afișat de Purcell la preselecții, cu o coafură impecabilă și un ten bronzat, l-a făcut inițial pe Scheuring să creadă că actorul ar fi „mult prea chipeș” pentru rol. Cu toate acestea, Purcell a fost distribuit în rolul lui Lincoln Burrows și a sosit în prima zi pe platourile de filmare având capul ras, Scheuring fiind uimit de cât de bine semănau fizic cei doi actori principali ai serialului.
După primirea scenariului episodului pilot, primul gând al actorului Amaury Nolasco a fost că are în față „episodul pilot al încă unui serial pe care televiziunea nu-l voia”, dat fiind faptul că majoritatea episoadelor pilot din noile seriale începuseră să fie produse deja până la respectiva dată. Recunoscând că nu-i place să citească, Nolasco a fost totuși uimit de cât de captivant era scenariul primit și a decis să se prezinte la preselecții. Într-un interviu, Nolasco își amintește  cât de emoționat a fost înainte de ultima audiție, mai ales după ce Paul Scheuring i-a spus că este favorit pentru rolul lui Fernando Sucre. La finalul preselecției, Nolasco a fost distribuit în rolul lui Sucre, colegul de celulă a lui Michael Scofield.
Wade Williams a citit scenariul primului episod și a refuzat inițial să-l întruchipeze pe ofițerul Brad Bellick, deoarece personajul i s-a părut a fi unul „odios și dezgustător”. Repulsia față de personaj își avea rădăcinile în faptul că Williams era tatăl unei fetițe de patru ani, dar agentul său l-a convins să se prezinte la audiții, unde a și câștigat rolul. Ulterior, actorul a fost lăudat în numeroase ocazii pentru prestația sa din serial.
Sarah Wayne Callies a fost prima actriță care a participat la preselecția pentru rolul doctoriței Sara Tancredi și a devenit totodată și prima persoană distribuită într-unul din rolurile principale. După terminarea probelor din studiourile 20th Century Fox, Callies a plecat spre mașina sa, dar a constatat că și-a uitat cheile în contact, înăuntrul mașinii închise. În timp ce îi aștepta pe cei de la service, a fost sunată de agentul ei care a anunțat-o că a primit rolul pentru care a dat probe.
Ceilalți actori care au fost aleși pentru rolurile principale au fost Robin Tunney (distribuită în rolul avocatei Veronica Donovan), Marshall Allman (distribuit în rolul lui L.J. Burrows, fiul lui Lincoln Burrows) și Peter Stormare (distribuit în rolul mafiotului John Abruzzi).
Pe parcursul filmărilor, producătorii s-au confruntat cu absența unor actori care aveau angajamente în alte producții tv. Astfel, John Billingsley, interpretul lui Terrence Steadman a obținut un rol periodic în serialul The Nine, alături de Camille Guaty, interpreta lui Maricruz Delgado (logodnica lui Sucre), iar Patricia Wettig, interpreta vicepreședintei Caroline Reynolds a fost distribuită într-unul din principalele roluri ale serialului Brothers & Sisters. În aceste condiții, actorul Jeff Perry a fost cooptat pentru rolul lui Terrence Steadman, iar personajele celor două actrițe au fost absente în majoritatea episoadelor din cea de-a doua serie.
În unele episoade, în câteva din rolurile deținuților figuranți au fost distribuiți foști pușcăriași care și-au ispășit pedeapsa în închisoarea Joliet.

Tatuajul lui Michael Scofield - harta unui plan ingenios de evadare

### Tatuaj
Tatuajul care acoperă întreaga parte superioară a corpului lui Michael Scofield are un rol central în desfășurarea acțiunii primei serii din Prison Break. Design-ul său a fost creat de artistul Tom Berg iar tatuajul propriu-zis a fost produs de compania Tinsley Transfers, specializată în tatuaje temporare. Deși Tom Berg știa că pentru evidențierea planurilor închisorii se vor folosi efecte speciale, liniile și contururile tatuajului au fost realizate astfel încât desenul să semene pe cât posibil cu hărțile în cauză.
Întregul tatuaj este alcătuit din mai multe segmente care sunt lipite unul câte unul pe corpul actorului. După ce zona pe care urmează să se aplice tatuajul a fost dezinfectată cu alcool, pe piele se lipesc o serie de autocolante (abțibilduri) iar hârtia este înlăturată. În final, bucățile care compun tatuajul sunt fixate pe piele cu un adeziv special rezistent la apă iar legăturile dintre părți sunt acoperite cu un strat de vopsea. Procesul de aplicare a întregului tatuaj durează între patru și cinci ore, la care se adaugă încă 45 de minute pentru înlăturarea vechiului tatuaj. La filmarea scenelor în care tatuajul nu este complet expus (de exemplu atunci când actorul poartă un tricou), tatuajul este aplicat doar pe părțile vizibile ale corpului.

### Coloană sonoră
Coloana sonoră a serialului Prison Break a fost compusă de Ramin Djawadi și a fost nominalizată la Premiile Emmy 2006. În Franța, postul M6 care difuzează serialul a înlocuit melodia originală a genericului cu piesa lui Faf Larage „Pas le Temps”, lucru care a ajutat promovarea serialului. Cu 392,198 de vânzări directe și descărcări de pe internet, piesa a fost premiată cu discul de platină și a fost desemnată cea mai vândută melodie a anului 2006 în Franța. Similar, melodia genericului a fost înlocuită în Germania cu piesa „Ich Glaub an Dich” (interpretată de Azad și Adel Tawil), iar în Belgia și Africa de Sud cu „Prison Break Anthem” (interpretat de Kaye Styles).

### Locații de filmare
Majoritatea scenelor din prima serie au fost filmate în fosta închisoare a orașului Joliet din statul Illinois (devenită în serial închisoarea Fox River), precum și în diferite locuri din orașul Chicago. Toate scenele din celula lui Lincoln, din infirmerie și din curtea închisorii Fox River au fost filmate în locații ale pușcăriei din Joliet. Celula lui Lincoln este aceeași celulă în care a fost încarcerat și John Wayne Gacy, un criminal în serie din anii '70. Cei mai mulți membri ai echipei de filmare au refuzat să intre în celula respectivă deoarece au crezut că este bântuită. Celulele care au găzduit deținuții pe parcursul filmărilor au fost special construite pe trei nivele, celulele inițiale ale închisorii Joliet fiind mult mai mici și repartizate doar pe două nivele. Scenele exterioare au fost filmate în locații din jurul orașelor Chicago, Woodstock, Joliet, Toronto și în Aeroportul Internațional Chicago O'Hare. Cheltuielile efectuate în statul Illinois pentru filmarea unui singur episod din Prison Break s-au ridicat la 2 milioane de dolari, costul total al producției în anul 2005 fiind estimat la 24 de milioane de dolari.
Filmările pentru cea de-a doua serie s-au reluat pe data de 15 iunie 2006 în zona orașului Dallas din Texas, locul fiind ales datorită distanțelor mici existente între așezările urbane și rurale. Pentru reprezentarea diferitelor orașe americane în care avea loc acțiunea au fost alese mai multe așezări plasate la o distanță de 30 de minute de Dallas, cum ar fi Little Elm, Decatur sau Mineral Wells. Pentru ultimele trei episoade ale seriei a doua, echipa de filmare s-a deplasat în Pensacola, Florida. Pentru filmarea fiecărui episod al seriei a fost nevoie de opt zile, aproximativ 1,4 milioane de dolari per episod ajungând în economia locală a orașelor.
Seria a treia a fost filmată în Texas și a beneficiat de un buget de 3 milioane de dolari alocat pentru fiecare episod în parte. Cadrele exterioare în care Lincoln Burrows și Gretchen Morgan negociază evadarea din închisoarea din Panama au fost realizate în cartierul Casco Viejo din Panama City. Seria a patra se filmează în Los Angeles, California.

## Subiect
Prima serie este compusă din 22 de episoade. Lincoln Burrows este acuzat de uciderea lui Terrence Steadman, fratele vicepreședintei Statelor Unite ale Americii. Procurorii aduc dovezi solide care nu lasă nici o urmă de îndoială asupra identității făptașului, iar Lincoln este condamnat la moarte și este mutat în închisoarea Fox River, unde își așteaptă execuția. Fratele său, Michael Scofield, este convins de nevinovăția lui Lincoln și decide să-l salveze, concepând un plan ingenios de evadare. Pentru a pătrunde în închisoare, simulează jefuirea unei bănci. Ajuns în Fox River, Michael intră într-o cursă contra timpului în care trebuie să depășească numeroasele obstacole care stau în calea planului său. Protagoniștii sunt ajutați de avocata Veronica Donovan, care încearcă să facă lumină în cazul lui Lincoln și să descopere persoanele care se află în spatele conspirației. Eforturile ei sunt zădărnicite de acțiunile unor agenți sub acoperire care aparțin unei organizații numită Compania.
Seria a doua este alcătuită din 22 de episoade și debutează cu urmărirea parcursului fugarilor, la opt ore de la evadarea din Fox River. În scenă își fac apariția personaje noi, cum ar fi agentul federal Alexander Mahone, însărcinat cu localizarea și capturarea evadaților. Creatorul serialului, Paul Scheuring, descrie cea de-a doua serie ca fiind „Evadatul la puterea a opta”, comparând-o cu cea de-a doua parte din Marea Evadare, un film plasat în vremea celui de-al doilea Război Mondial, în care un grup de prizonieri din rândul aliaților reușesc să evadeze din lagărele naziste. Acțiunea îi poartă pe telespectatori în diferite locații din Statele Unite, pe măsură ce fiecare fugar încearcă să-și atingă obiectivele personale, cu autoritățile mereu pe urmele lor. Intriga din prima serie legată de conspirația politică din jurul cazului Burrows se dezvoltă, iar Compania își urmărește în continuare obiectivul de eliminare a lui Lincoln și a tuturor celor care ar putea constitui o amenințare la adresa organizației. Deși sfârșitul seriei încheie în mare parte povestea conspirației, ultimul episod lasă să se înțeleagă că planurile pe care Compania le are cu Michael Scofield sunt mult mai complexe.
Conform lui Paul Scheuring, motivul seriei trei este „mântuirea”. Acțiunea continuă din punctul în care a fost lăsată la finalul celei de-a doua serii, când majoritatea personajelor principale au ajuns în Panama. Intriga seriei va fi „la fel de diferită precum a fost cea a seriei II de cea a seriei I”. În vreme ce Lincoln este achitat de toate capetele de acuzare, fratele său este închis în Penitenciarul Federal Sona și acuzat de omucidere. Compania îi monitorizează acțiunile lui Michael, care descoperă că a fost încarcerat pentru a concepe un plan de evadare pentru un alt deținut, numit James Whistler. Acesta este ajutat de Sucre, care  se angajează la închisoare. Lincoln se confruntă cu detectivul Companiei, Gretchen Morgan (Jodi Lyn O'Keefe), iar când încearcă să-i salveze pe Sara și pe LJ, Morgan pretinde că a ucis-o pe Sara, trimițându-i acestuia un cap într-o cutie pentru a-l avertiza. La finalul seriei, cei doi reușesc să evadeze împreună cu Mahone, lăsând în urmă câțiva complici. Identitatea lui Sucre este descoperită de către un gardian și acesta este încarcerat la Sona. LJ este schimbat pentru Whistler, iar Michael dorește să se răzbune pe Gretchen pentru moartea Sarei.
Seria a patra începe cu prezentarea planului pe care Michael dorește să-l pună în aplicare pentru a răzbuna moartea Sarei. Ulterior, acesta află că Gretchen nu a ucis-o și că Whistler colaborează în secret cu Mahone pentru a desființa Compania. Aceștia vor să găsească un dispozitiv numit „Scylla”, căutat în trecut de Guvernul Statelor Unite și de tatăl fraților, pentru a-l folosi împotriva Companiei. După ce Michael și Lincoln sunt condamnați din nou, agentul Don Self (Michael Rapaport) le propune o înțelegere: să-i înmâneze Scylla și vor primi la schimb protecție. Pentru a obține dispozitivul, cei doi fac echipă cu Bellick, Mahone, Sucre și Sara.
Christina, mama lui Michael, îi spune acestuia că Lincoln nu este fratele lui. Aceasta îi acuză apoi pe cei doi de uciderea fiului Primului Ministru al Indiei pentru a determina începerea unui război între India și China, dorind să vândă astfel celor două țări tehnologia Scylla. Michael reușește să obțină dispozitivul, dar Lincoln este capturat de oamenii din securitatea Christinei, iar Sara este luată prizonieră de General. Michael o eliberează pe femeie și apoi aceștia îl ajută pe Lincoln să scape, provocând o explozie în zona unde acesta se afla închis. Cei trei obțin ajutorul lui Paul Kellerman (fost agent secret) și al prietenilor săi pentru a aduce Scylla la UN. Toată lumea este exonerată, cu excepția lui T-Bag care este reîncarcerat la Fox River și a lui Krantz, care este condamnat la scaunul electric. Finalul serialului prezintă un salt de patru an al evenimentelor. Echipa se întâlnește pentru a comemora moartea lui Michael prezentată în filmul pentru televiziune „Prison Break: The Final Break”, în care acesta se sacrifică pentru a facilita evadarea Sarei din închisoare.

## Personaje
| Protagoniștii serialului - Personaj (Actor) -      | Protagoniștii serialului - Personaj (Actor) - |
| -------------------------------------------------- | --------------------------------------------- |
| Lincoln Burrows (Dominic Purcell)                  |                                               |
| Michael Scofield (Wentworth Miller)                |                                               |
| L.J. Burrows (Marshall Allman)                     |                                               |
| Veronica Donovan (Robin Tunney)                    |                                               |
| Sara Tancredi (Sarah Wayne Callies)                |                                               |
| Fernando Sucre (Amaury Nolasco)                    |                                               |
| Theodore „T-Bag” Bagwell (Robert Knepper)          |                                               |
| John Abruzzi (Peter Stormare)                      |                                               |
| Benjamin Miles „C-Note” Franklin (Rockmond Dunbar) |                                               |
| Brad Bellick (Wade Williams)                       |                                               |
| Paul Kellerman (Paul Adelstein)                    |                                               |
| Alexander Mahone (William Fichtner)                |                                               |

Până în prezent, distribuția Prison Break din fiecare serie a cuprins în medie zece personaje cu roluri majore, la care s-au adăugat unele cu apariții episodice. Personajele care au apărut constant pe parcursul primei serii au fost cele ale unor deținuți din Închisoarea Fox River și ale unor rezidenți ai orașului Chicago. Cea de-a doua serie are în mare parte aceeași distribuție a seriei inițiale, la care se alătură un personaj principal nou, în persoana unui agent FBI care urmărește capturarea evadaților. A treia serie, a cărei acțiune are loc în Panama, introduce patru personaje principale noi, dintre care două sunt cele ale unor deținuți din Penitenciarului Sona. Majoritatea schimbărilor în distribuție au fost datorate morții personajelor. Creatorul serialului, Paul Scheuring, justifică dispariția lor, spunând că acest lucru va face publicul „să se teamă pentru viața fiecărui personaj în parte”.
Protagoniștii serialului sunt doi frați: Lincoln Burrows și Michael Scofield. Lincoln (interpretat de Dominic Purcell) este un infractor de rând, condamnat la moarte pe nedrept pentru uciderea fratelui vicepreședintei Statelor Unite. Michael Scofield (interpretat de actorul Wentworth Miller) este un inginer constructor cu specializare în ingineria structurală. Convins de nevinovăția fratelui său, Michael elaborează un plan complex de evadare și decide să-l salveze pe Lincoln, chiar dacă trebuie să-și pună propria viață în joc. Pe parcursul derulării evenimentelor e de remarcat grija reciprocă pe care și-o poartă cei doi frați. Acestea sunt singurele personaje care au apărut până acum în fiecare episod al serialului.
Cei mai proeminenți deținuți cu care intră în contact Michael în închisoarea Fox River sunt Fernando Sucre (interpretat de Amaury Nolasco) și Theodore „T-Bag” Bagwell (interpretat de Robert Knepper). Sucre este colegul de celulă al lui Michael, cu care dezvoltă o relație de prietenie și  devine până la urmă unul din principalii aliați ai celor doi frați. Personajul are valențe comice iar povestea acestuia se concentrează în jurul dorinței de fi alături de logodnica sa. Pe de cealaltă parte, T-Bag reprezintă unul din cele mai bine conturate personaje negative ale serialului. Crud și lipsit de milă, după ce descoperă intențiile lui Michael apelează la șantaj și se alătură grupului care plănuiește evadarea.
Un alt deținut de marcă este John Abruzzi (interpretat de Peter Stormare). Autoritatea pe care o posedă în rândul celorlalți pușcăriași se datorează statutului său de fost lider al mafiei din Chicago. Deși reticent la început, Abruzzi i se alătură lui Michael Scofield și se angajează să pregătească un avion necesar deplasării după evadare, în schimbul informației deținute de Michael cu privire la locația în care se află Otto Fibonacci, singurul martor ocular al crimelor care au dus la condamnarea sa. Personajul apare constant în primele 12 episoade ale serialului și are apariții episodice în cea de-a doua parte a primei serii și în primele episoade ale celei de-a doua serii. În rândul celor care plănuiesc evadarea intră și liderul deținuților de culoare, Benjamin Miles „C-Note” Franklin (interpretat de Rockmond Dunbar). C-Note este văzut în prima serie ca unul dintre adversarii lui Michael, dar personajul este unul mult mai ușor de plăcut decât T-Bag.
Alți trei deținuți se alătură grupului care plănuiește evadarea: David „Tweener” Apolskis (interpretat de Lane Garrison), Charles „Haywire” Patoshik (interpretat de Silas Weir Mitchell) și Charles Westmoreland (interpretat de Muse Watson), despre care Michael crede că este celebrul hoț D. B. Cooper.
În interiorul penitenciarului condus de directorul Henry Pope (interpretat de Stacy Keach), Michael trebuie să îi facă față și șefului gardienilor, comandantului Brad Bellick (interpretat de Wade Williams), care este în permanență cu ochii pe el, gata oricând să-i facă viața cât mai grea. Un alt membru al personalului închisorii este doctorița Sara Tancredi, personaj interpretat de Sarah Wayne Callies. Rolul acesteia în desfășurarea acțiunii crește pe măsură ce atracția dintre ea și Michael devine din ce în ce mai puternică.
Avocata Veronica Donovan (interpretată de Robin Tunney) este prietena din copilărie a celor doi frați și acceptă să se uite peste cazul lui Lincoln la insistențele lui Michael. Odată cu începerea investigațiilor devine unul din personajele principale ale primei serii, dar în cea de-a doua serie, rolul său este unul minor.
L.J. Burrows (interpretat de Marshall Allman) este fiul lui Lincoln Burrows. Puternic afectat de condamnare, L.J. este forțat să ducă o viață de fugar datorită persoanelor care vor moartea tatălui său.
Personajul Terrence Steadman (interpretat de John Billingsley și Jeff Perry) stă în centrul conspirației, fiind cel care se presupune că a fost ucis de Lincoln Burrows. Sora sa este Caroline Reynolds (Patricia Wettig), vicepreședinta Statelor Unite, ambițiile acesteia fiind îndreptate spre obținerea funcției supreme în stat.
În serviciul vicepreședintei Statelor Unite se află Paul Kellerman (interpretat de Paul Adelstein), membru al Serviciilor Secrete și totodată om al Companiei, care are în atribuții rezolvarea oricăror probleme care ar putea apărea în cazul execuției lui Burrows. Poziția acestuia față de cei doi frați evoluează de la cea de urmăritor la cea de aliat.
În seria doi apare un alt personaj principal - agentul FBI Alexander Mahone (interpretat de William Fichtner) - care este însărcinat cu localizarea și capturarea evadaților. Personajul este conturat pe întreaga durată a celei de-a doua serie. Prin acțiunile pe care le întreprinde, Mahone dovedește o inteligență comparabilă cu cea a lui Michael.
Seria trei aduce alte patru personaje principale noi: Lechero (un lord al drogurilor din Panama, încarcerat în Penitenciarul Sona și interpretat de Robert Wisdom), James Whistler (un deținut interpretat de Chris Vance), Sofia Lugo (logodnica lui Whistler, interpretată de Danay Garcia) și Gretchen Morgan (o agentă a Companiei interpretată de Jodi Lyn O'Keefe).
În seria patru este introdus ca personaj principal Don Self (Michael Rapaport), un agent special al Agenției Naționale de Apărare ce face echipă cu Michael, Lincoln, Mahone, Sucre, Bellick și Sara pentru a desființa Compania.

## Difuzare
Primul episod din Prison Break a fost difuzat în premieră mondială de televiziunea americană FOX Network pe data de 29 august 2005 la ora 21:00. Serialul a fost transmis săptămânal, în fiecare seară de luni, cu o pauză în perioada 28 noiembrie 2005 - 20 martie 2006. După reluarea difuzării în primăvara 2006, serialul a fost mutat lunea la ora 20:00, fiind imediat urmat de 24, cealaltă producție de succes a televiziunii FOX. Ultimul episod al primei serii a fost transmis pe data de 15 mai 2006. A doua serie a fost difuzată în perioada 21 august 2006 - 2 aprilie 2007, iar premiera celei de-a treia serii a avut loc pe data de 17 septembrie 2007, în același interval orar.
În România, vestea achiziționării producției de către Pro TV a fost făcută publică pe data de 20 august 2007, premiera fiind difuzată în primele zile ale lansării grilei de toamnă a televiziunii, pe data de 10 septembrie la ora 23:15.
În lista de mai jos se regăsesc țările în care s-a difuzat Prison Break, ordonarea fiind făcută după data transmiterii primului episod al serialului.
| Țară/Titlu folosit, altul decât cel original                                     | Canal TV                  | Dată               | Site dedicat serialului                            |
| -------------------------------------------------------------------------------- | ------------------------- | ------------------ | -------------------------------------------------- |
| Statele Unite ale Americii                                                       | FOX Broadcasting Company  | 29 august 2005     | Arhivat în 18 mai 2006, la Wayback Machine.        |
| Canada                                                                           | Global Television Network | 29 august 2005     | Arhivat în 18 martie 2007, la Wayback Machine.     |
| Brazilia                                                                         | Canal FOX                 | 10 octombrie 2005  | Arhivat în 22 martie 2007, la Wayback Machine.     |
| Argentina                                                                        | Canal FOX                 | 10 octombrie 2005  | Arhivat în 27 martie 2007, la Wayback Machine.     |
| Chile                                                                            | Canal FOX                 | 10 octombrie 2005  | Arhivat în 27 martie 2007, la Wayback Machine.     |
| Suedia                                                                           | TV3                       | 1 ianuarie 2006    |                                                    |
| Norvegia                                                                         | TV3                       | 5 ianuarie 2006    | Arhivat în 3 februarie 2007, la Wayback Machine.   |
| Africa de Sud                                                                    | M-Net                     | 17 ianuarie 2006   | Arhivat în 28 septembrie 2007, la Wayback Machine. |
| Regatul Unit                                                                     | Five/Sky One              | 15 ianuarie 2006   | Arhivat în 29 septembrie 2007, la Wayback Machine. |
| Australia                                                                        | Channel Seven             | 1 februarie 2006   | Arhivat în 9 octombrie 2007, la Wayback Machine.   |
| Fiji                                                                             | Fiji One                  | 21 februarie 2006  |                                                    |
| Filipine                                                                         | Crime Suspense            | 21 februarie 2006  |                                                    |
| Turcia                                                                           | CNBC-e                    | 2 martie 2006      | Arhivat în 1 octombrie 2007, la Wayback Machine.   |
| Israel Ha-Nimlatim (Evadații)                                                    | yes STARS                 | 8 martie 2006      | Arhivat în 22 iunie 2007, la Wayback Machine.      |
| Țările de Jos                                                                    | RTL 5                     | 16 martie 2006     |                                                    |
| Danemarca                                                                        | TV3                       | 19 martie 2006     |                                                    |
| Thailanda                                                                        | UBC Series                | 26 martie 2006     |                                                    |
| Indonezia                                                                        | Antv                      | 7 aprilie 2006     |                                                    |
| Malaysia                                                                         | Malaysia                  | 10 aprilie 2006    |                                                    |
| Italia                                                                           | Italia 1                  | 23 mai 2006        | Arhivat în 29 septembrie 2007, la Wayback Machine. |
| Irlanda                                                                          | RTÉ Two                   | 20 iunie 2006      |                                                    |
| Noua Zeelandă                                                                    | TV3                       | 21 iunie 2006      | Arhivat în 11 octombrie 2007, la Wayback Machine.  |
| Mexic Prison Break: En busca de la verdad (Prison Break: În căutarea adevărului) | Televisa                  | 3 iulie 2006       |                                                    |
| Coreea de Sud                                                                    | Catch On                  | 17 iulie 2006      |                                                    |
| Peru                                                                             | America Television        | 20 august 2006     |                                                    |
| Elveția                                                                          | TSR1                      | 21 august 2006     | Arhivat în 26 august 2007, la Wayback Machine.     |
| Ungaria A szökés (Evadarea)                                                      | RTL Klub                  | 23 august 2006     | Arhivat în 21 martie 2007, la Wayback Machine.     |
| Franța                                                                           | M6                        | 31 august 2006     | Arhivat în 27 august 2007, la Wayback Machine.     |
| Croația Zakon braće (Legea fraților)                                             | RTL Televizija            | 4 septembrie 2006  |                                                    |
| Hong Kong, China 逃 (Evadarea)                                                   | TVB Pearl                 | 5 septembrie 2006  | Arhivat în 21 septembrie 2007, la Wayback Machine. |
| Letonia Izlaušanās (Evadarea)                                                    | TV3                       | 6 noiembrie 2006   | [nefuncțională]                                    |
| Lituania Kalėjimo bėgliai (Evadați din închisoare)                               | TV3                       | 5 septembrie 2006  |                                                    |
| Estonia Põgenemine (Evadarea)                                                    | TV3                       | 8 septembrie 2006  |                                                    |
| Maroc                                                                            | 2M                        | 9 septembrie 2006  |                                                    |
| Rusia Побег (Evadarea)                                                           | REN TV                    | 10 septembrie 2006 |                                                    |
| Belgia                                                                           | Kanaal Twee               | 10 septembrie 2006 |                                                    |
| Finlanda Pako (Evadarea)                                                         | MTV3                      | 12 septembrie 2006 |                                                    |
| Spania                                                                           | La Sexta                  | 21 septembrie 2006 | Arhivat în 11 octombrie 2007, la Wayback Machine.  |
| Singapore                                                                        | Channel 5                 | 21 septembrie 2006 | Arhivat în 27 septembrie 2007, la Wayback Machine. |
| Japonia プリズンブレイク (Purizun Bureiku)                                       | Nippon Television         | 6 octombrie 2006   |                                                    |
| Bulgaria Бягство от затвора (Prison Break)                                       | Nova Television           | 20 octombrie 2006  |                                                    |
| Portugalia                                                                       | Fox                       | 4 noiembrie 2006   |                                                    |
| Luxemburg                                                                        | RTL-TVI                   | 10 ianuarie 2007   | Arhivat în 11 octombrie 2007, la Wayback Machine.  |
| Islanda Á bak við lás og slá (În spatele gratiilor)                              | Stöð 2                    | 2007               |                                                    |
| Slovenia Beg iz zapora (Prison Break)                                            | POP TV                    | 27 ianuarie 2007   |                                                    |
| Polonia Skazany na śmierć (Condamnat la moarte)                                  | Polsat                    | 28 ianuarie 2007   |                                                    |
| Slovacia Prison Break - Útek z väzenia (Evadare din închisoare)                  | TV JOJ                    | 28 ianuarie 2007   | Arhivat în 20 iunie 2013, la Wayback Machine.      |
| Tunisia                                                                          | Hannibal TV               | 25 martie 2007     |                                                    |
| Coasta de Fildeș                                                                 | La Première               | 2 aprilie 2007     |                                                    |
| Georgia                                                                          | Rustavi 2                 | 9 aprilie 2007     |                                                    |
| Germania                                                                         | RTL                       | 21 iunie 2007      |                                                    |
| Costa Rica                                                                       | FX                        | 16 iulie 2007      |                                                    |
| România                                                                          | Pro TV                    | 10 septembrie 2007 |                                                    |
| Republica Moldova                                                                | NIT TV                    | 2008               |                                                    |

### Clasificare audiovizuală

#### În Statele Unite
Datorită cadrului de desfășurare și scenariului, Prison Break are ca public țintă segmentul de vârstă 18-34. Serialul conține scene de violență, limbaj vulgar, referiri la acte sexuale și consumul de droguri. Prison Break a ajuns în atenția Parents Television Council, o asociație extrem de conservatoare și influentă din audiovizualul american, care a criticat ora de difuzare (20:00), considerând-o nepotrivită pentru o producție cu asemenea caracteristici. Atât în Statele Unite cât și în Canada, serialului i-a fost alocat indicativul TV-14 (nerecomandat minorilor sub 14 ani).
| Clasificare         | Clasificare                               |
| ------------------- | ----------------------------------------- |
| SUA, Canada         | TV-14 (nerecomandat minorilor sub 14 ani) |
| M. Britanie Irlanda | 15 (nerecomandat minorilor sub 15 ani)    |
| Germania            | 16 (nerecomandat minorilor sub 16 ani)    |
| Olanda              | 12 (nerecomandat minorilor sub 12 ani)    |
| Norvegia            | 15 (nerecomandat minorilor sub 15 ani)    |
| Finlanda            | 15 (nerecomandat minorilor sub 15 ani)    |
| Ungaria             | 16+ (nerecomandat minorilor sub 16 ani)   |
| Australia           | M (nerecomandat minorilor sub 15 ani)     |
| Noua Zeelandă       | AO (destinat adulților)                   |
| Hong Kong           | PG (sub supravegherea adulților)          |
| Brazilia            | 14 (nerecomandat minorilor sub 14 ani)    |
| Chile               | A18+ (destinat adulților)                 |

#### În Franța
Pentru a putea difuza serialul în prime-time, la ora 20:50, televiziunea M6 a cenzurat serialul din proprie inițiativă. Pentru ca totul să corespundă orei de difuzare, postul a tăiat din serial anumite secvențe și a cerut societății care executa dublajul să schimbe sensul mai multor replici ale personajelor astfel încât diferențele să fie insesizabile publicului. În ciuda eforturilor întreprinse de canalul tv, Consiliul Superior al Audiovizualului a remarcat pe data de 24 octombrie 2006 că serialul „prezintă, în viziunea consiliului, numeroase scene violente într-un context al închisorii care poate fi deranjant pentru copii”, înștiințând în scris postul tv că serialul va trebui însoțit de recomandarea „interzis minorilor sub 12 ani”, și în consecință difuzat în a doua parte a serii.
Președintele grupului media M6, Nicolas de Tavernost a apreciat că „decizia este inechitabilă față de M6 în condițiile în care alte canale concurente difuzează uneori producții mult mai violente la aceeași oră”.
Televiziunea a ripostat și a comandat un studiu institutului de sondare a opiniei publice IFOP pentru a afla părerea francezilor în legătură cu presupusa violență prezentă în serial. La întrebarea „Credeți că Prison Break este un serial care poate fi programat în prime-time?”, cei chestionați au răspuns afirmativ în proporție de 82%, la întrebarea „Sunteți șocați de violența prezentă în serial?” 78% din francezi au răspuns negativ iar la întrebarea „Există în Prison Break mai multă violență decât în alte producții difuzate în prezent?”, respondenții au fost de părere că nu, într-o proporție de 73%.
Ca urmare a recursului făcut de M6, Consiliul Audiovizualului a acceptat să-și modifice hotărârea inițială și a clasificat fiecare episod în parte, în funcție de imaginile conținute. Astfel, 11 episoade din cele 22 ale primei serii au fost catalogate ca fiind interzise minorilor sub 12 ani și deci au fost difuzate după ora 22:00, restul episoadelor având permisiunea de a fie transmise la ora inițială, 20:50.

#### În alte țări
Prison Break a fost încadrat în diferite categorii de vârstă, de la țară la țară. În majoritatea cazurilor acesta a fost nerecomandat minorilor sub 12 ani, inclusiv în România. Se remarcă situația Chinei, care a interzis complet serialul, considerându-l mult prea violent. Difuzarea a fost interzisă de asemenea în închisorile tunisiene și în unele penitenciare din Statele Unite, unde a devenit interzisă și purtarea tatuajelor.

## Audiențe TV, aprecieri critice și campanii de promovare

### În Statele Unite
Datele prezentate în tabelul de mai jos reprezintă audiențele medii înregistrate per episod. Informațiile se bazează pe măsurătorile efectuate de către Nielsen Media Research iar perioada luată în considerare vizează intervalul septembrie - mai din fiecare an. Locul ocupat se referă la poziția pe care serialul s-a aflat în clasamentul general al tuturor emisiunilor tv difuzate în Statele Unite în perioada studiată.
| Serie | Perioadă    | Interval orar                                                    | Clasament | Audiență medie (în milioane de telespectatori) |
| ----- | ----------- | ---------------------------------------------------------------- | --------- | ---------------------------------------------- |
| 1     | 2005 - 2006 | Lunea, ora 21:00 ET (ora 20:00 ET, începând cu jumătatea seriei) | Locul 55  | 9,2                                            |
| 2     | 2006 - 2007 | Lunea, ora 20:00 ET                                              | Locul 51  | 9.3                                            |
| 3     | 2007 - 2008 | Lunea, ora 20:00 ET                                              | Locul 73  | 8,15                                           |
| 4     | 2008 - 2009 | Lunea, ora 21:00 ET                                              | Locul 68  | 5,3                                            |

FOX a susținut lansarea Prison Break cu o mare campanie publicitară. Producția a debutat pe micile ecrane pe data de 29 august 2005 și a fost vizionată de 10,5 milioane de americani, un record pentru televiziunea FOX, care nu mai înregistrase asemenea audiențe în zilele de luni ale perioadei estivale de pe vremea lansării serialelor Melrose Place și Ally McBeal, în anul 1998. Conform Nielsen Research, cele două episoade difuzate în seara premierei s-au clasat pe locul șapte în topul celor mai vizionate programe de televiziune din săptămâna respectivă, ocupând prima poziție în cadrul segmentelor de vârstă 18-49 și 18-34. Audiențele nesperat de mari obținute încă de la debutul serialului au fost acompaniate de recenzii pozitive din partea criticilor. Publicația The New York Times a fost de părere că Prison Break este „mult mai captivant decât celelalte seriale noi ale televiziunilor, și cu siguranță unul dintre cele mai originale”, lăudând „aspectul autentic” și capacitatea producătorilor de a crea un „thriller plin de suspans”. Entertainment Weekly a catalogat serialul ca fiind unul dintre cele mai bune ale anului 2005. Pe de altă parte, The Washington Post a criticat Prison Break, reproșându-i aerul sobru pe care dorește să-l afișeze și prestațiile permanent „nervoase” ale actorilor. Prima serie a fost urmărită în medie de aproximativ 9,2 milioane de telespectatori săptămânal și a devenit cea mai vizionată producție din rândul serialelor care au debutat în toamna anului 2005.
Premiera celei de-a doua serii din vara anului 2006 a fost urmărită în medie de 9,4 milioane de americani. Comparativ cu media obținută în anul precedent, scăderea a fost de peste un milion de telespectatori, cu un declin mai pronunțat în rândul adulților tineri. În cazul segmentului de vârstă 18-49 pierderea a fost de 20% în comparație cu episodul pilot. Totuși, în a doua jumătate de oră a primului episod, audiențele au urmat un trend ascendent, crescând de la 3,6% la 3,9%. Un critic al publicației USA Today a fost de părere că serialul a devenit copleșit de „absurdități fără sens”, reproșându-le scenariștilor „lenea incredibilă” de care au dat dovadă apelând mereu la tatuaj ca la un „accesoriu polivalent pentru salvarea intrigii”. În opoziție cu USA Today, cei de la Detroit Free Press au elogiat debutul seriei pentru faptul că s-a ridicat la standardul impus de prima serie, oferind publicului un divertisment de calitate, datorat varietății personajelor conturate și „scenariului tensionat și ingenios” pe care Paul T. Scheuring și echipa sa l-au creat. Cea mai mare audiență înregistrată de a doua serie a fost de 10.1 milioane de telespectatori și a fost obținută de episodul 38 intitulat Chicago. Pe de altă parte, episodul care a încheiat seria a doua a obținut o audiență scăzută, fiind vizionat doar de 8,01 milioane de americani.
Primul episod din seria a treia a fost vizionat în medie de 7,51 milioane de telespectatori, iar episodul special de două ore ce a deschis seria a patra a fost urmărit de 6,5 milioane de americani, acesta fiind lider de audiență la categoria de vârstă 18-49 ani.

### În Canada
Prison Break a fost singurul serial tv debutant care s-a clasat în topul 20 al celor mai vizionate emisiuni tv canadiene din seria 2005/2006. Prima serie a atras o medie de 1,4 milioane de telespectatori per episod, din care 867,000 au făcut parte din publicul țintă al serialului (18-49 ani). Pe durata difuzării celei de-a doua serie, serialul a fost constant lider de audiență în intervalul său orar, cu un vârf de 1,7 milioane telespectatori pentru episodul difuzat în 20 noiembrie 2006. Postul de televiziune canadian a obținut în toamna anului 2008 o scădere cu 30% a audienței în timpul difuzării seriei patru al serialului față de anul precedent.

### În Cuba
În Cuba, Prison Break a fost transmis de televiziunea națională de stat și s-a bucurat de un succes atât de mare încât cinematografele din țară au preluat prima serie a serialului și au proiectat-o integral.

### În România
Deși premiera serialului pe micile ecrane nu a beneficiat de o promovare susținută, primul episod difuzat de Pro TV în seara de 10 septembrie 2007 a fost lider de audiență atât în categoria publicului urban de toate vârstele, cât și în categoria publicului urban comercial cu vârste cuprinse între 18 și 49 de ani. Audiența medie obținută de primul episod în cadrul segmentului de public 18-49 a fost de 3,8 puncte, cu o cotă de piață de 19,1%, iar pe segmentul publicului de toate vârstele producția a realizat o audiență medie de 3,1 puncte (16,1% cotă de piață). Vârful de audiență în categoria de public 18-49 a fost de 4,8 puncte (26,4% cotă de piață).
Achiziționarea Prison Break de către Pro TV a fost comentată și în presa scrisă românească, majoritatea publicațiilor care au avut articole pe acest subiect consemnând succesul global de care s-a bucurat serialul, atât în rândul criticilor cât și în rândul publicului. Ziarista Mihaela Călinoiu de la Evenimentul Zilei constată faptul că spre deosebire de alte producții care se folosesc de nume celebre cooptate în distribuție pentru a atrage atenția asupra lor, Prison Break mizează pe un scenariu alert și mai puțin pe notorietatea actorilor. „Vârtejul” evenimentelor în care sunt prinși telespectatorii este menit să „ia răsuflarea” și este menținut abil de regizorii fiecărui episod. „Regia, scenariul, dar și jocul actoricesc sunt atuurile categorice ale serialului”. Și jurnaliștii de la România Liberă scot în evidență lucrurile prin care se diferențiază Prison Break de alte producții pe aceeași temă, remarcând felul în care este spusă și construită povestea. Pornind de la o premisă „aparent banală”,  Prison Break reușește de la primul până la ultimul episod să mențină tensiunea și interesul telespectatorului, folosindu-se de „interpretări dinamice”, răsturnări de situație și dezvăluiri neașteptate, condimentate ocazional cu secvențe de acțiune. „Subiectul capătă amploare de la o secvență la alta, fiecare episod devenind astfel imprevizibil”. Publicațiile remarcă însă și faptul că o mare parte a publicului român cu acces la internet a văzut deja aventurile eroilor din Prison Break înainte de data premierei serialului pe micile ecrane, prin descărcarea ilegală a episoadelor de pe internet. Titlul articolului publicat de ziariștii de la cotidianul Gardianul - „ «Prison Break», prezentat ca «bombă» în grila de toamnă a Pro TV, după ce jumătate din populația României l-a văzut furat de pe DC ++” - subliniază întârzierea cu care Prison Break a ajuns pe ecranele românilor.

### În Franța
Prison Break a debutat în Franța pe canalul M6 și a fost anticipat ca unul din marile evenimente tv ale anului 2006. Prima serie a înregistrat o medie de 5,8 milioane de telespectatori (25,8% cotă de piață). Înainte de începerea seriei doi, prima serie a fost reluată în regim de maraton pe W9, unul din canalele grupului M6, și a fost urmărită în medie de 400,000 de telespectatori, audiență considerată de către conducătorii postului ca fiind satisfăcătoare.
Premiera celei de-a doua serii a avut loc pe data de 8 noiembrie 2006 și a atras 7,5 milioane de telespectatori (30,7% cotă de piață), M6 reușind să obțină a patra audiență ca mărime de la înființarea sa, în 1987. În cadrul campaniei din februarie 2007 care aniversa 20 de ani de la lansarea televiziunii, Prison Break a ocupat un rol central, beneficiind astfel de o promovare intensă. Unul din materialele publicitare realizate îi înfățișa pe actorii Wentworth Miller și Dominic Purcell alături de sloganul „7,5 milioane de francezi au petrecut deja o noapte în închisoare. Cine este responsabil pentru asta ?”.
Recenziile primite de serial au fost în mare parte pozitive. Redactorul revistei Télépoche a considerat că serialul a reprezentat „lovitura de grație” a stagiunii: „construit ca un puzzle uimitor, această dramă violentă din lumea închisorii își înconjoară publicul cu un suspans captivant”. Marie Barber de la cotidianul L'Humanité remarcă fizicul deosebit al actorului Wentworth Miller și totodată inteligența de care dă dovadă Michael Scofield, personajul pe care-l interpretează. Deși recunoaște că deținuții care apar în serial nu scapă stereotipurilor, jurnalista este de părere că „aceste neajunsuri sunt trecute ușor cu vederea, producția fiind făcută pentru a vă tăia respirația”. După redifuzarea primei serii pe canalul W9, Charlotte Moreau de la Le Parisien recomandă tuturor celor care nu au văzut până în acel moment Prison Break să se cufunde în lumea serialului: „Evadarea din închisoare printr-un scenariu machiavelic, personaje contrastante, dese răsturnări de situație și sentimente intense, amestecate cu râs, dramă și chiar romantism”. Ghidul TV Hebdo își avertizează cititorii cu privire la violența anumitor scene ale serialului, dar apreciază că serialul „surprinde prin stilul și ritmul său”, dovedindu-se a fi „o adevărată reușită”. Seria trei a început să fie difuzat din data de 29 noiembrie 2007, primul episod din această serie fiind urmărită de 4 931 000 de francezi.

### În Spania și Portugalia

Campanie inedită de promovare a Prison Break în Portugalia

În Spania, Prison Break este difuzat de versiunea spaniolă a televiziunii  FOX (recepționată pe bază de abonament) și de televiziunea publică La Sexta (cu vizionare liberă). 
Programat în serile de joi, de la ora 22:00, debutul Prison Break în Spania a fost urmărit de 800,000 de telespectatori. Audiențele ridicate s-au menținut pe întreaga perioadă de difuzare a primei serii iar serialul a devenit vârful de lance al postului La Sexta. Seria a doua a debutat în forță, depășind în termeni de audiență prima serie. Primele două episoade ale seriei doi au fost transmise în aceeași seară, iar televiziunea La Sexta a obținut cea mai mare audiență din istoria sa (excluzând evenimentele sportive), aproximativ 1,097,000 de spanioli (5,5% audiență) urmărind noile aventuri ale lui Michael Scofield. Performanțele obținute de postul FOX au fost comparabile, Prison Break depășind toate recordurile de audiență existente până la apariția sa pentru programele transmise de televiziunile cu plată. Seria trei a obținut o medie de 0,6 milioane de telespectatori și o cotă de piață de 4%.
Serialul s-a dovedit un succes și în Portugalia, unde a beneficiat de o campanie de marketing intensă, desfășurată în mai multe etape. În primă fază, jurnaliștilor le-au fost distribuite kituri „Prison Break” care conțineau un CD promoțional, o hartă cu un plan al evadării și o lingură. În spatele gratiilor și gardurilor din orașe au fost plasate panouri publicitare iar în magazine au fost distribuite reclame care îi înfățișau capul lui Michael Scofield, în mărime naturală , ascunzându-se. În ultimă fază, pe străzile capitalei Lisabona au fost desfășurate mai multe echipe formate din cinci persoane înlănțuite și echipate în uniformă de deținuți și alte două persoane în uniformă de gardieni, care distribuiau pliante trecătorilor.

### În Polonia, Germania și Anglia
În Polonia, primul episod a avut premiera pe data de 28 ianuarie 2007 și a fost vizionat de 7 milioane de telespectatori (38% cotă de piață). Astfel, a devenit cel mai urmărit episod al unui serial străin difuzat vreodată de televiziunea Polsat, cea mai mare televiziune poloneză privată, și totodată a fost cel mai urmărit program de televiziune al săptămânii respective în cadrul segmentului de public cu vârste cuprinse între 16-49 de ani, cu o cotă de piață de 46%.
Deși Prison Break a beneficiat în Germania de o mediatizare intensă, premiera sa din 21 iunie 2007 a realizat o audiență sub așteptări, cu o cotă de piață de doar 13,5%, sub media pe care postul RTL o obține de obicei în prime-time. Pe segmentul de vârstă 14-29 au fost înregistrați 1,32 milioane de telespectatori. După ce televiziunea a redus difuzarea la un episod pe săptămână, serialul obține în Germania cote de piață de până la 19,2%.
În Marea Britanie, Prison Break a fost difuzat de televiziunea Five, care poate fi recepționată doar în unele părți ale țării, dar a devenit unul din cele mai urmărite programe ale acestui canal.

### În Australia și Asia

Melbourne, Australia: vizitatori înspăimântați caută ieșirea din închisoarea virtuală Prison Break.

După o masivă campanie publicitară susținută de canalul tv australian Seven, premiera Prison Break a avut loc pe data de 1 februarie 2006 și a obținut o audiență medie de 1,94 milioane, cu un vârf de 2,09 milioane de telespectatori. Serialul a fost promovat intens și în perioada următoare, fiind programat în final miercurea, de la ora 20:30. Media per episod a primei serii a fost de 1.353 milioane de telespectatori.
În cadrul campaniei de lansare pe suport DVD a primei serii, parcul de distracții Luna Park din Melbourne în colaborare cu Sudden Impact! Entertainment Company a construit pe o suprafață de aproximativ 300 de metri pătrați o închisoare virtuală. Sub sloganul Prison Break Live! - „Find Your Own Way Out” („Găsește-ți  singur ieșirea”), vizitatorii erau purtați printr-un labirint înșelător prevăzut cu celule și gratii, oglinzi, jocuri de lumini și de sunet, efecte speciale și deținuți în persoana unor actori special selecționați.
Cea de-a doua serie, promovată sub numele de „Prison Break - On the Run”, a început să fie transmisă din 31 ianuarie 2007, miercurea de la ora 21:30. Premiera a fost vizionată de 1.225 milioane de australieni, având o cotă de piață de 47%. Deoarece audiența a început să scadă constant pe parcursul difuzării seriei, Seven a decis să transmită a treia serie din Prison Break alături de cea de-a doua serie din Heroes, în aceeași zi ca și în Statele Unite, într-un efort de a recâștiga telespectatorii care urmăreau pe internet sau pe DVD-uri episoadele netransmise încă în Australia. Serialul s-a bucurat de o popularitate imensă și în Noua Zeelandă, unde a câștigat premiul publicului pentru cel mai bun serial tv dramatic debutant.
În Hong Kong, TVB Pearl a transmis prima serie din Prison Break în perioada 5 septembrie 2006 - 21 ianuarie 2007. Serialul a obținut cea mai mare audiență pe care a avut-o vreodată un serial dramatic străin, doborând recordul anterior stabilit de Dosarele X. Premiera a fost urmărită de 260,000 de telespectatori iar ultimul episod a realizat un rating de 7,3% (470,000 telespectatori), cu un vârf de 9,1% (590,000 telespectatori). Datorită succesului neașteptat de care s-a bucurat Prison Break, TVB Pearl a achiziționat drepturile și pentru a doua serie pe care a transmis-o începând cu 6 martie 2007. Primul episod din seria doi a fost vizionat de 270,000 de telespectatori, cu un vârf de 310,000. Televiziunea din Hong Kong se așteaptă ca audiențele obținute de cea de-a doua serie să le depășească pe cele ale primului. În ciuda faptului că Prison Break a fost interzis de guvernul chinez, televiziunea Jinan TV a difuzat câteva secvențe din serial în emisiunile educative care au ca scop învățarea limbii engleze. Reacția autorităților a fost promptă, postul tv fiind somat ca pe viitor să evite asemenea extrase. Totuși, Prison Break poate fi procurat în China de pe internet și de pe piața neagră a DVD-urilor, alături de alte producții americane de succes.

## Premii și nominalizări
Premii câștigate:
- People's Choice Awards 2006
  - Cel mai bun serial dramatic debutant[113]

Nominalizări:
- Golden Globe Awards 2006
  - Cel mai bun serial dramatic
  - Cel mai bun actor într-un serial dramatic - Wentworth Miller[114]
- Television Critics Association Awards 2006
  - Cel mai bun serial debutant[115]
- Saturn Awards 2006
  - Cel mai bun actor într-o producție tv - Wentworth Miller
  - Cel mai bun serial tv[116]
- Emmy Awards 2006
  - Cea mai bună melodie de generic (Ramin Djawadi)[117]
- Satellite Awards 2006
  - Cel mai bun actor într-un rol secundar al unei producții tv - Robert Knepper[118]
- Eddie Awards 2005
  - Cel mai bun montaj al unui serial tv cu durata mai mică de o oră - Mark Helfrich (pentru episodul pilot)[119]

## Controverse
Pe data de 24 octombrie 2006, Donald și Robert Hughes au intentat un proces rețelei de televiziune FOX și l-au acuzat de plagiat pe creatorul serialului, Paul Scheuring. Cei doi susțin că în anul 2001 le-au înaintat celor de la FOX un manuscris care se baza pe propria lor experiență de viață. În 1960, Donald Hughes a plănuit și executat cu succes o evadare din închisoarea pentru minori în care fusese încarcerat pe nedrept fratele său Robert.

## Produse derivate și alte medii de distribuție

### DVD-uri și discuri Blu-Ray
În Statele Unite, Canada și Australia compania 20th Century Fox Home Entertainment a lansat Prison Break pe suport DVD la scurt timp după premiera celei de-a doua serie. Prima țară din Europa în care au fost lansate DVD-urile a fost Marea Britanie.
| Serie     | Episoade | Discuri | Date de lansare                         | Date de lansare                      | Date de lansare               | Date de lansare | Date de lansare | Date de lansare |
| Serie     | Episoade | Discuri | Zona 1                                  | Zona 2                               | Zona 4                        |                 |                 |                 |
| --------- | --- | ------- | --------------------------------------- | ------------------------------------ | ----------------------------- | --------------- | --------------- | --------------- |
| Seria I   | 22 | 6       | Statele Unite/Canada: 8 august 2006     | Europa: din 18 septembrie 2006 (GBR) | Australia: 13 septembrie 2006 |                 |                 |                 |
| Seria I   | Setul de DVD-uri are o durată de 966 de minute. Alături de episoadele seriei sunt incluse zece comentarii audio ale echipei de producție și ale actorilor, cinci scene tăiate la montaj, patru documentare, șase spoturi tv și două materiale publicitare. Lansarea DVD-urilor în Statele Unite a fost însoțită de cadouri promoționale acordate fiecărui cumpărător. |         |                                         |                                      |                               |                 |                 |                 |
| Seria II  | 22 | 6       | Statele Unite/Canada: 4 septembrie 2007 | Europa: din 20 august 2007 (GBR)     | Australia: 19 septembrie 2007 |                 |                 |                 |
| Seria II  | Setul de DVD-uri are o durată de 966 de minute și include, pe lângă episoadele seriei, unsprezece comentarii audio ale echipei de producție și ale actorilor, două documentare („Reinvention of a Series” și „Turning Dallas Into America”) și un videoclip (Prison break Theme - Ferry Corsten Breakout Mix).                                                        |         |                                         |                                      |                               |                 |                 |                 |
| Seria III | 13 | 4       | Statele Unite/Canada: 12 august 2008    | Europa: 19 mai 2008                  | Australia: 3 decembrie 2008   |                 |                 |                 |
| Seria III | Setul de DVD-uri are o durată de 568 de minute și sunt include, pe lângă episoadele seriei, comentarii ale producătorilor și scene ce nu au fost difuzate. |         |                                         |                                      |                               |                 |                 |                 |

În cadrul expoziției International Consumer Electronics desfășurată în ianuarie 2007, 20th Century Fox Home Entertainment și-a anunțat intenția de a lansa întreg serialul Prison Break pe suport Blu-ray.

### Distribuție online
Alături de transmisia tv, vizionarea Prison Break a fost posibilă și prin intermediul internetului. Spre sfârșitul primei serii, episoadele Prison Break au putut fi achiziționate online, prin intermediul magazinului iTunes, începând cu data de 9 mai 2006.
După premiera celei de-a doua serii, FOX a permis transmiterea online a episoadelor difuzate în fiecare săptămână pe diferite pagini web, printre care s-au numărat și site-urile AOL, Google și Yahoo!, precum și cele din rețeaua televiziunilor locale FOX. Vizionarea episoadelor a fost limitată doar la rezidenții Statelor Unite iar primele trei episoade ale seriei doi au fost transmise fără inserarea de spații publicitare, fiind disponibile pe o perioadă de o săptămână de la data apariției la tv. După primele trei episoade, difuzarea pe internet a fost suspendată. FOX a preluat însă transmisia finalelor playoff-ului din liga de baseball americană, iar Prison Break a lipsit de pe micile ecrane trei săptămâni. Pentru a menține interesul telespectatorilor pentru serial, compania-mamă a FOX, News Corporation, a elaborat o nouă strategie de promovare prin care a fost permisă difuzarea episoadelor anterior apărute la tv pe rețeaua de socializare online MySpace și pe site-urile televiziunilor locale din rețeaua FOX. Deși episoadele conțineau inserturi publicitare, vizionarea și-a păstrat caracterul gratuit.

### Mini-serie pentru telefoanele mobile
O mini-serie derivată din acțiunea serialului, intitulată Prison Break: Proof of Innocence (Prison Break: Dovada nevinovăției), a fost realizată sub formă de videoclipuri scurte pentru telefoanele mobile. Episoadele au fost disponibile inițial doar clienților companiei Sprint începând cu luna aprilie 2006, dar din data de 8 mai acestea au putut fi descărcate și de pe internet. Cele 26 de episoade a câte două minute fiecare o au în centru pe Amber McCall, o prietenă a lui L.J. care încearcă să-i demonstreze nevinovăția. Acest produs a fost rezultatul unei înțelegeri încheiate între FOX (News Corporation) și Toyota Motor. Constructorul de automobile a obținut statutul de sponsor exclusiv, utilizând mini-seria pentru a-și promova noul model Toyota Yaris.

## Fapt divers
- În anii '80, actorul Stacy Keach care interpretează rolul directorului penitenciarului Fox River a fost încarcerat pentru câteva luni într-o închisoare din Marea Britanie, pentru consum de droguri. Perioada petrecută în detenție a reprezentat o sursă de inspirație pentru felul în care i-a dat viață personajului său, Henry Pope.[138]
- Actorul Paul Adelstein a dat inițial probe pentru rolul lui Lincoln Burrows, dar nu l-a obținut deoarece producătorii căutau pentru acest personaj un actor mult mai impozant din punct de vedere fizic. Bănuind că nu va fi ales pentru rolul lui Lincoln, Adelstein a revenit la preselecții și a dat probe pentru rolul agentului Paul Kellerman, personaj pe care în final a ajuns să-l și interpreteze.[139] Într-o situație asemănătoare s-a aflat și actorul Silas Weir Mitchell, care a venit la audiții pentru rolul lui Theodore Bagwell, dar în final a fost distribuit în rolul lui Charles „Haywire” Patoshik.[12]
- Rockmond Dunbar a declarat într-un interviu că personajul pe care îl interpretează („C-Note”) ar fi trebuit să apară doar în primele două episoade ale serialului. După ce prima serie a fost prelungită, personajul său a devenit unul episodic.[12]
- Personajul lui Muse Watson, D. B. Cooper, a existat în realitate. În 1971, D.B. Cooper a deturnat un avion al companiei Northwest Orient, a furat suma de 200,000 de dolari și a sărit din avion. Cazul său este și în prezent clasificat de FBI ca fiind nerezolvat.
- Numele închisorii, Fox River, este și numele unui râu din partea vestică a orașului Chicago, din apropierea locațiilor de filmare.
- Metoda de execuție aleasă în cazul lui Lincoln Burrows, electrocutarea pe scaunul electric, nu este o metodă folosită în cazul pedepselor capitale în statul Illinois, fiind preferată injecția letală. Producătorii au decis să folosească scaunul electric pentru a mări dramatismul.[12]

- Finalul inițial al primei serii prevedea ca personajul medicului Sara Tancredi să moară de la supradoza de calmante. Datorită cerințelor televiziunii FOX, a popularității de care s-a bucurat personajul și a faptului că actrița Robin Tunney dorea să se implice în alte proiecte, Sara a rămas în viață și s-a decis sacrificarea celuilalt personaj feminin, Veronica Donovan.[12]
- Moartea personajului David „Tweener” Apolskis s-a datorat faptului că Lane Garrison, actorul care îl interpreta, a părăsit serialul pentru a termina filmările la producția cinematografică Shooter.[12]